# Acrotylus capitatus
Acrotylus capitatus är en insektsart som först beskrevs av Kirby, W.F. 1902.  Acrotylus capitatus ingår i släktet Acrotylus och familjen gräshoppor. Inga underarter finns listade i Catalogue of Life.